# Coroação da Virgem (Velázquez)
A Coroação da Virgem é uma pintura sobre óleo sobre tela de Diego Velázquez da Santíssima Trindade, de 1635 a 1636, coroando a Bem-Aventurada Virgem Maria, um tema na arte mariana. Agora está no Museu do Prado.